# La Fanfare
Pour les articles homonymes, voir fanfare (homonymie).
Pour plus de détails, voir Fiche technique et Distribution.
La Fanfare (titre original : The Band Concert) est un court métrage d'animation américain, réalisé par Wilfred Jackson, sorti le 23 février 1935.
Ce dessin animé de la série Mickey Mouse — produit par Walt Disney — est distribué par United Artists. Il s'agit d'un un court métrage dans lequel Mickey est le chef d'orchestre d'une fanfare pour un concert en plein air.

## Synopsis
Mickey est à la tête d'un orchestre qui joue en plein air. L'orchestre se compose d'entre autres de Dingo (à la clarinette) de Gideon Goat (au trombone), Clarabelle Cow (à la flûte), Horace Horsecollar (aux percussions), Peter Pig (à la trompette) et Paddy Pig (au tuba).
L'orchestre joue l'ouverture de l'opéra Guillaume Tell de Rossini mais Donald Duck vient perturber le spectacle en essayant de vendre des crèmes glacées. Il sort de ses poches une flûte, sans y être invité, et se lance dans sa propre interprétation de Turkey in the straw, distrayant les musiciens. Mickey essaye de faire taire ce malotru en détruisant sa flûte mais Donald en a nombreuses autres sous la main.
Le spectacle se poursuit tant bien que mal et lorsque l'orchestre entame The Storm une vraie tornade arrive et emporte les musiciens dans les airs. En bons professionnels ils poursuivent leurs musiques et se retrouvent perchés dans un arbre. Donald continue lui de jouer son morceau Turkey in the Straw avec une nouvelle flûte. Arrivé aux dernières notes, Paddy Pig emprisonne Donald avec son tuba, ce qui ne l'empêche pas de terminer.

## Fiche technique
- Titre : La Fanfare
- Titre original : The Band Concert
- Réalisation : Wilfred Jackson
- Animation : Les Clark (Mickey Mouse), Johnny Cannon, Frenchy DeTremaudan, Ugo D'Orsi, Clyde Geronimi, Huszti Horvath, Dick Huemer, Jack Kinney, Wolfgang Reitherman, Archie Robin, Louie Schmitt, Dick Williams, Roy Williams, Cy Young
- Décors : Hugh Hennesy, Terrell Stapp
- Voix : Clarence Nash (Donald)
- Musique : Leigh Harline
- Producteur : Walt Disney, John Sutherland
- Société de production : Walt Disney Productions
- Société de distribution : United Artists Pictures
- Pays d'origine :  États-Unis
- Langue : Anglais
- Série : Mickey Mouse
- Format : Couleur (Technicolor) — 35 mm — 1,37:1 — Son : Mono RCA System)
- Genre : Comédie, Film d'animation
- Dates de sortie :
  -  États-Unis : 23 février 1935[1]
- Durée : 9 min

Sauf mention contraire, les informations proviennent des sources concordantes suivantes : IMDb 

## À noter
- Ce court métrage est remarquable par le fait qu'il est le premier film de la série Mickey Mouse mettant en scène Mickey utilisant le procédé de couleur Technicolor[3]. Cependant, un autre court métrage, Parade des nommés aux Oscars 1932 avait déjà eu ce traitement. Deux autres courts métrages de Mickey Mouse ont été produits en noir et blanc après La Fanfare : Les Joyeux Mécaniciens (Mickey's Service Station) et Mickey's Kangaroo[1]. Donald Duck fait ici sa troisième apparition au côté de Mickey après son apparition dans Le Gala des orphelins[4].
- Arturo Toscanini, directeur de l'Orchestre philharmonique de New York aurait bondi en criant « Assurément c'est impossible. c'est magnifique » à la sortie d'une séance de cinéma présentant le film[5].
- En 1942, Mickey et ses amis donnent un nouveau concert dans L'Heure symphonique.
- En 1994, ce film a été élu 3e de 50 meilleurs Cartoons de tous les temps par les membres de l'industrie de l'animation[6].

## Jeux vidéo
La Fanfare est la base et le titre d'un niveau caché du jeu vidéo Mickey Mania: The Timeless Adventures of Mickey Mouse sorti en 1994 sur Super Nintendo, Sega Genesis, Sega CD et Sony PlayStation, sous le nom de Mickey's Wild Adventure.
Dans la zone des jardins du château Disney du jeu Kingdom Hearts 2, un arbre en topiaire évoque le film et représente tout l'orchestre perchés derrière Mickey, Donald et Dingo.